# Zara Home
A Zara Home é uma empresa pertencente ao grupo espanhol Inditex dedicada à manufatura de têxteis domésticos, criada em 2003. Tem cerca de 437 lojas em 48 países. Apresenta diversas linhas sobre decoração: contemporânea, clássica, étnica e linha branca.

## Lojas
O número de lojas da Zara Home em cada país em 31 de outubro de 2015:
| África - Egito: 3 - Marrocos: 3 - Argélia: 1 | Américas - México: 22 - Brasil: 13 - Canadá: 2 - Chile: 2 - Colômbia: 2 - Peru: 2 - Costa Rica: 1 - República Dominicana: 1 - Guatemala: 1 - Honduras: 1 - Panamá: 1 - Uruguai: 1 | Ásia e Oceânia - China: 28 - Turquia: 19 - Japão: 12 - Emirados Árabes Unidos: 7 - Arábia Saudita: 5 - Líbano: 4 - Kuwait: 3 - Cazaquistão: 2 - Catar: 2 - Tailândia: 2 - Taiwan: 2 - Austrália: 1 - Barém: 1 - Indonésia: 1 - Jordânia: 1 - Omã: 1 - Coreia do Sul: 1 | Europa - Espanha: 146 - Rússia: 36 - Itália: 31 - Portugal: 26 - França: 22 - Alemanha: 14 - Grécia: 10 - Polónia: 10 - Reino Unido: 10 - Bélgica: 7 - Chipre: 4 - Países Baixos: 4 - Roménia: 4 - Áustria: 2 - Hungria: 2 - Suécia: 2 - Andorra: 1 - Croácia: 1 - Lituânia: 1 - Malta: 1 - Suíça: 1 |